# ダイナモ理論

地球の磁場を生成するダイナモ機構の図：地球の外核にある流体金属の対流が内核からの熱流によって駆動され、コリオリの力によってロール状に組織化され、循環電流を発生させ、それが磁場を支えている。

ダイナモ理論（ダイナモりろん、英: dynamo theory）とは、地球や太陽などの天体が内部の流体運動によって大規模な磁場を生成・維持する働きを記述する理論である。ダイナモ効果、ダイナモ作用とも呼ばれる。天体の磁場は、大規模な電流によって支えられているという意味で、電磁石であると考えられている。電流が電磁石を作るという意味では、磁場は、発電機（ダイナモ）のように生成・維持されている。

## 理論のあらまし
ダイナモ理論では、自転する天体の中で、導電性のある流体が対流によって磁場を維持するプロセスが記述される。この理論は、天体においてなぜ磁場が長い間存在できるのかを説明するのに使われる。導電性流体は地球磁場においては外核にある液体の鉄であり、太陽磁場においては対流層のプラズマである。天体のダイナモ理論においては、磁気流体力学（電磁流体力学、magnetohydrodynamics、MHD）の方程式を用いてどのように流体が継続的に磁場を再生するかを調べる。天体物理学と地球物理学におけるほぼすべてのダイナモは磁気流体ダイナモである。

## 地磁気の起源の理論の発達史
1600 年にウィリアム・ギルバートは、『磁石論 (De Magnete)』において、地磁気の起源は地球内部にあり、地球全体が本質的には磁石なのであるという議論をした。以来、長らく、永久磁石が地球内部の物質の恒久的な磁気を引き起こしていると信じられてきた。カール・フリードリヒ・ガウスは、1832年と1838年の論文によって、地磁気の強度の観測方法を確立するとともに、地磁気ポテンシャルの球面調和関数展開の方法を発明し、地磁気の99%の起源が地球外部ではなく内部であることを明らかにした。ガウスも、地球内部（それも地表近く）にある永久磁石が地球の磁場の起源であると考えていた。ダイナモ理論の萌芽と言えるものは、1919年にジョゼフ・ラーモアが太陽磁場に関して提案した。それは地球にも適用できるものではあったが、単なるアイディアだったので、それ以上発展しなかった。ラーモアによる提案の後も、著名な科学者で、他の仮説を提案した例もある。アルベルト・アインシュタインは、電子と陽子の何らかの非対称性によって地球全体で地磁気ができているのではないかと考えていた。ノーベル賞受賞者パトリック・ブラケットは、実験を通じて角運動量と磁気モーメントの関係を見出そうとしたが、うまくいかなかった。
ダイナモ理論の発展は 1930 年代くらいまで停滞していた。一つの理由は、1933年にトーマス・カウリングが、電磁誘導では軸対称な定常磁場は作れないという反ダイナモ定理を証明してしまったことにあった。今から考えれば、これはかなり特殊な形態の磁場がダイナモ作用によっては作れないということを述べているだけなのであるが、当時は、流体ダイナモの不可能性の証明とも受け取られた。地磁気に関する当時の代表的な教科書であるチャップマンとバーテルスによる『地磁気』(1940)では、自己増幅するダイナモ作用が否定されていた。
現在につながるダイナモ作用の理論が作られたのは1940年代になってからである。地磁気の起源に関するダイナモ理論の「父」は、ウォルター・エルサッサーである。彼は、地球の流体外核の中で誘導されている電流によって地磁気が作られているのだ、と提案した。彼は、岩石中の鉱物の磁化の方向の研究によって、地磁気の歴史も明らかにした。1950年代になるとエドワード・ブラードらがダイナモ理論の構築に加わった。この理論は、さらにその後、地磁気永年変動、古地磁気学（地磁気逆転を含む）、地震学、および太陽系の元素の多様性など広範囲の研究を通じって修正された。現在では、地磁気の起源は磁気流体ダイナモであることが確立されている。
現在の理解では、地球では、内部の核（コア）において、鉄やニッケルを主成分とする液体金属が自転の効果を受けながら熱対流することで電流を生じ、この電流が磁場を作っている。オーム散逸（地球の双極子磁場では2万年程度で起こる）に抗して磁場を維持するためには、外核は対流していなくてはならない。対流としては、熱的対流と組成的対流の両方が起こっていると考えられている。核からどれだけ熱が放出されるかはマントルが決めている。熱源には、地球の冷却に伴うエネルギーの放出、核の圧縮による温度上昇、内核が成長する際に内核との境界において軽元素（おそらくは硫黄、酸素、またはケイ素）が放出されることによる重力エネルギーの解放、内核境界における結晶化の潜熱、ならびにカリウム、ウラン、トリウムの放射能などがある。
磁場が作られるためには回転流体であることも本質的に重要である。外核は、地球の自転が引き起こすコリオリ効果によって回転流体になっている。コリオリ力のはたらきにより、流体運動と電流は自転軸に沿った柱状（テイラー柱参照）に組織される。

## 基礎方程式
地球の外核のようなあまり圧縮性の大きくない液体金属中のダイナモ作用は以下の少なくとも五つの方程式で記述される。キネマティックダイナモ理論は、このうちの誘導方程式のみの性質を調べるものである。完全な非線形ダイナモ理論では以下の五つの方程式をすべて用いる。そのシミュレーションはコンピュータを用いて数値的に行われる。
磁場の誘導ないし発生は次の誘導方程式で記述される。これは、マクスウェル方程式に光よりも十分に遅い現象を扱う近似をして、磁場優勢と仮定し、それにオームの法則の回転 (curl) を代入することで求められる。
{\displaystyle {\frac {\partial {\vec {B}}}{\partial t}}=\eta \nabla ^{2}{\vec {B}}+{\vec {\nabla }}\times ({\vec {u}}\times {\vec {B}})}
ここで {\displaystyle {\vec {u}}} は速度、 {\displaystyle {\vec {B}}} は磁場、 {\displaystyle t} は時間、 {\displaystyle \eta =1/\sigma \mu } は、電気伝導率 {\displaystyle \sigma } と透磁率 {\displaystyle \mu } を用いて定義される磁気拡散率である。右辺第二項の第一項に対する比率は、磁場の拡散の移流についての無次元の比率である磁気レイノルズ数を与える。
磁束密度に対するソレノイダル条件：
{\displaystyle \nabla \cdot {\vec {B}}=0}
ブシネスク質量保存：
{\displaystyle \nabla \cdot {\vec {u}}=0}
ブシネスク運動量保存（ナビエ-ストークス方程式としても知られる）：
{\displaystyle {\frac {D{\vec {u}}}{Dt}}=-\nabla p+\nu \nabla ^{2}{\vec {u}}+\rho ^{'}{\vec {g}}+2{\vec {\Omega }}\times {\vec {u}}+{\vec {\Omega }}\times {\vec {\Omega }}\times {\vec {R}}+{\vec {J}}\times {\vec {B}}}
ここで {\displaystyle \nu } は動粘性係数、 {\displaystyle \rho ^{'}} は浮力を与える密度摂動で、熱対流の場合は {\displaystyle \rho ^{'}=\alpha \Delta T}、{\displaystyle \Omega } は地球の自転角速度、そして {\displaystyle {\vec {J}}} は電流密度である。ここで、圧力は、静水力学的な圧力と求心ポテンシャルを除いた動圧である。
最後に、通常は熱（ときには軽元素）の輸送方程式:
{\displaystyle {\frac {\partial T}{\partial t}}=\kappa \nabla ^{2}T+\epsilon }
ここで T は温度、 {\displaystyle \kappa =k/\rho c_{p}} は熱拡散率 ({\displaystyle k}は熱伝導率、 {\displaystyle c_{p}} は熱容量、 {\displaystyle \rho } は密度)、そして {\displaystyle \epsilon } は熱源で、これは考えないこともある。これらの方程式が無次元化されると、以下の無次元のパラメータが導入される。
{\displaystyle Ra={\frac {g\alpha TD^{3}}{\nu \kappa }},E={\frac {\nu }{\Omega D^{2}}},Pr={\frac {\nu }{\kappa }},Pm={\frac {\nu }{\eta }}}
ここで Ra はレイリー数、 E はエクマン数、 Pr と Pm はプラントル数および磁気プラントル数である。磁場はしばしばエルサッサ―数(Elsasser number) {\displaystyle B=\rho \Omega /\sigma }を単位としてスケールされる。

## キネマティックダイナモ理論
キネマティックダイナモ理論（運動学的ダイナモ理論）では、誘導方程式の性質を調べる。速度場を力学変数として取り扱わず、予め与える。この方法は、流れ (flow) の構造や速度によって磁場がどのように変わるかを研究するために用いられる。この方法では、もちろん完全な非線形なダイナモの時間変化は記述できない。
誘導方程式は磁場 {\displaystyle {\vec {B}}}について線形なので、速度場が時間変化しなければ、解は{\displaystyle e^{\lambda t}}に比例すると置くことができて、{\displaystyle \lambda }に対する固有値方程式が導かれる。流れの大きさに比例する磁気レイノルズ数が十分に大きければ磁場が増幅され、小さければ磁場が減衰する。その境界となる磁気レイノルズ数の値を臨界磁気レイノルズ数という。
キネマティックダイナモ理論の利用法としては、ある与えられた速度場がダイナモ作用を起こすかどうかを調べるということがある。小さい種磁場に対して調べたい速度場を作用させて、その流れに応じて磁場が成長するかどうかを見てやれば良い。もし磁場が成長するならその系にはダイナモ作用があるということで、もし磁場が成長しないならダイナモ作用が無いということだ。

## 非線形ダイナモ理論
誘導方程式は磁場に対して線型なので、それだけでは磁場の強さが決まらない。つまり、キネマティックダイナモ理論では磁場の強さが分からない。磁場の強さを決めようと思えば、ＭＨＤの方程式を全部解かなければならない。このようにして解かれたダイナモは、磁気流体ダイナモと呼ばれる。磁場が強くなると、速度はローレンツ力によって抑えられる。それで、磁場の増幅が抑えられることにより、磁場の強さが決まる。

## ブラックホールとの関係
膜パラダイム (membrane paradigm) はダイナモ理論の言葉でブラックホール表面近くの物質を覗く方法である。